# Alan Beyerchen
Alan Duane Beyerchen (* 14. Mai 1945 in Mount Clemens, Michigan) ist ein US-amerikanischer Historiker.

## Leben
Beyerchen studierte an der University of California, Santa Barbara (B.A. in German 1967 und M.A. in History 1968). Von 1965 bis 1966 studierte er an der Georg-August-Universität Göttingen. 1973 erwarb er einen Ph.D. Von 1974 bis 1976 diente er in der US Army. Danach war er Associate Professor am Department of History der Ohio State University. Er lehrte neuere deutsche Geschichte, forschte zu kulturellen Beziehungen und veröffentlichte u. a. zum Militärtheoretiker Carl von Clausewitz.
Er wurde u. a. durch die American Philosophical Society, den DAAD und der Holocaust Educational Foundation ausgezeichnet. Stipendien erhielt er vom National Humanities Center, von der Guggenheim Foundation und der National Science Foundation.
Er ist seit 1992 Fellow der American Association for the Advancement of Science sowie Mitglied der History of Science Society, der American Historical Association, der Conference Group on Central European History und der Conference Group on German Politics.

## Schriften (Auswahl)
- Scientists Under Hitler. Politics and the Physics Community in the Third Reich. Yale University Press, New Haven 1977, ISBN 0-300-01830-4. (3. Auflage 1979; deutsche Übersetzung: Wissenschaftler unter Hitler. Physiker im Dritten Reich. Mit einem Vorwort von Karl Dietrich Bracher, Kiepenheuer und Witsch, Köln 1980, ISBN 3-462-01406-4)